# Haxthausen

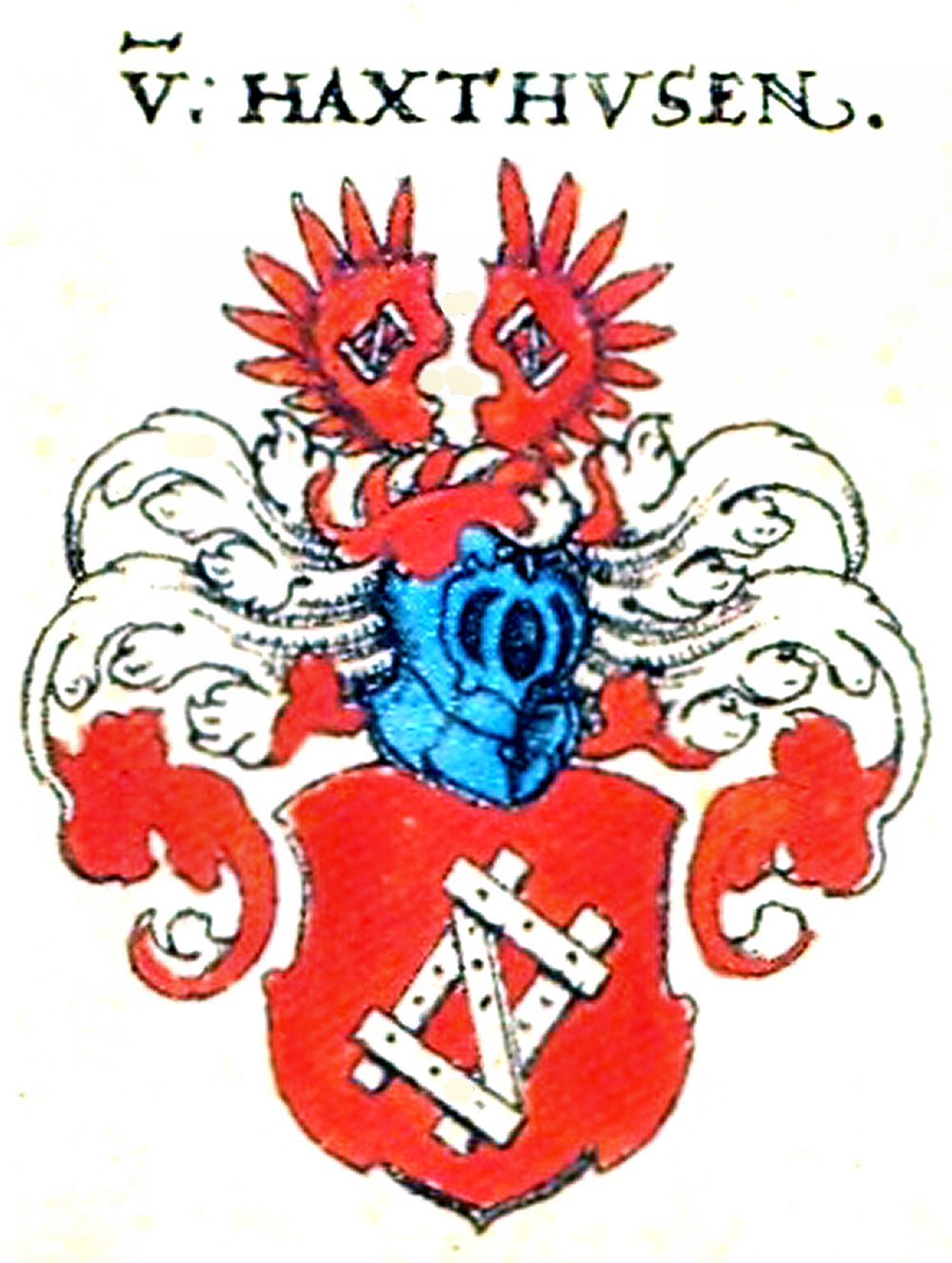
Adelssläktens vapen

Haxthausen eller von Haxthausen är en uradelsätt från Westfalen och Sachsen.